# Charaxes violetta
Charaxes violetta) là một loài bướm thuộc họ Nymphalidae. Nó được tìm thấy ở miền nam châu Phi.
Sải cánh dài 65–70 mm đối với con đực và 75–85 mm đối với con cái. Có hai lứa từ tháng 8 đến tháng 10 và tháng 4 đến tháng 6.
Ấu trùng ăn các loài Blighia unijugata và Deinbollia.

## Các phụ loài
Sắp xếp theo bảng chữ cái.
- C. v. maritima van Someren, 1966
- C. v. melloni Fox, 1963
- C. v. meru van Someren, 1966
- C. v. violetta Grose-Smith, 1885